# 1954 у телебаченні
Список 1954 у телебаченні описує події у сфері телебачення, що відбулися 1954 року.

## Події

### Без точних дат
- Початок мовлення нового черкаського регіонального державного телеканалу «Черкаська ОДТРК».